# Crystal Weekes
Crystal Brittany Weekes González (Nueva York, 14 de enero de 1998) es una deportista puertorriqueña que compite en taekwondo.
Ganó una medalla de bronce en el Campeonato Mundial de Taekwondo de 2022 y una medalla de bronce en el Campeonato Panamericano de Taekwondo de 2016, ambas en la categoría de –73 kg.

## Palmarés internacional
| Campeonato Mundial      | Campeonato Mundial   | Campeonato Mundial | Campeonato Mundial |
| Año                     | Lugar                | Medalla            | Categoría          |
| ----------------------- | -------------------- | ------------------ | ------------------ |
| 2022                    | Guadalajara (México) | Medalla de bronce  | –73 kg             |
| Campeonato Panamericano |                      |                    |                    |
| Año                     | Lugar                | Medalla            | Categoría          |
| 2016                    | Querétaro (México)   | Medalla de bronce  | –73 kg             |